# Пуэрто-Айсен
Пуэрто-Айсен (исп. Puerto Aysén) — город и административный центр провинции Айсен в Чили.
Площадь — 24,56 км². Численность населения — около 33 000 человек (2011). Плотность населения — 689,57 чел./км².
Включает в себя три коммуны:
- Айсен
- Сиснес
- Гуайтекас

## Расположение
Расположен в Северной Патагонии в юго-восточной части Чили на побережье Тихого океана на реке Айсен, в 63 км от административного центра области города Койайке и в 15 км от города-порта Пуэрто-Чакабуко, места входа в Пуэрто-Айсен со стороны океана.

## История
Первые чилийцы поселились здесь около 1914 года. Официально был признан городом 28 января 1928 года. Тогда здесь проживало около 17 000 жителей.

## Достопримечательности

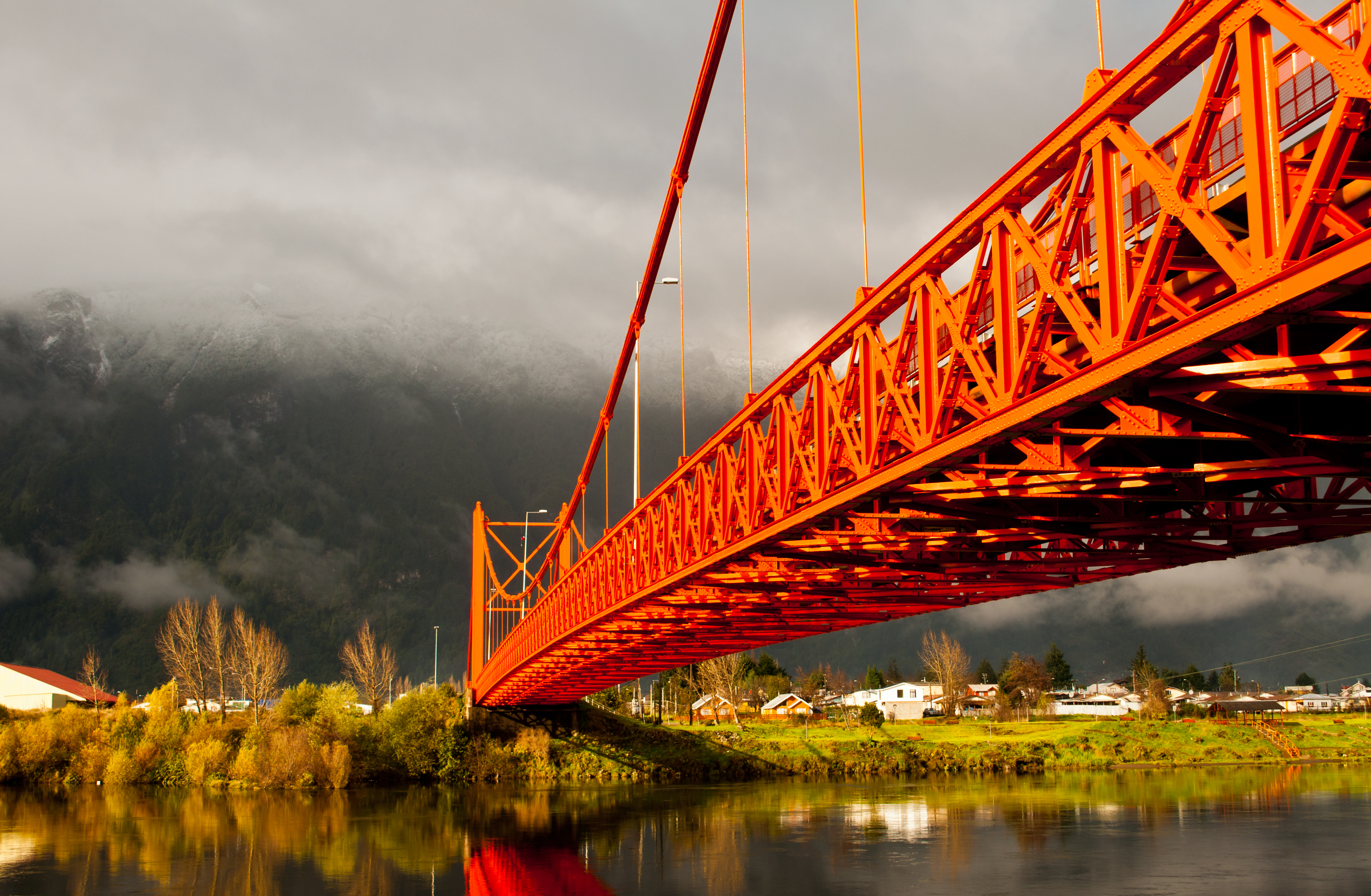
Мост имени президента Ибаньеса дель Кампо через реку Айсен

- Мост имени президента Ибаньеса дель Кампо через реку Айсен, который был построен при содействии американцев в 1967 году, самый длинный подвесной мост в Чили.
- Недалеко от города находится Национальный Парк реки Симпсон (Reserva Nacional Rio Simpson) с речными каскадами и водопадами.

## Галерея

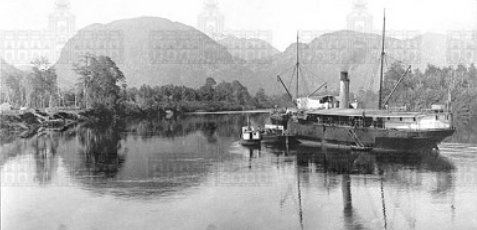
Пуэрто-Айсен. 1914
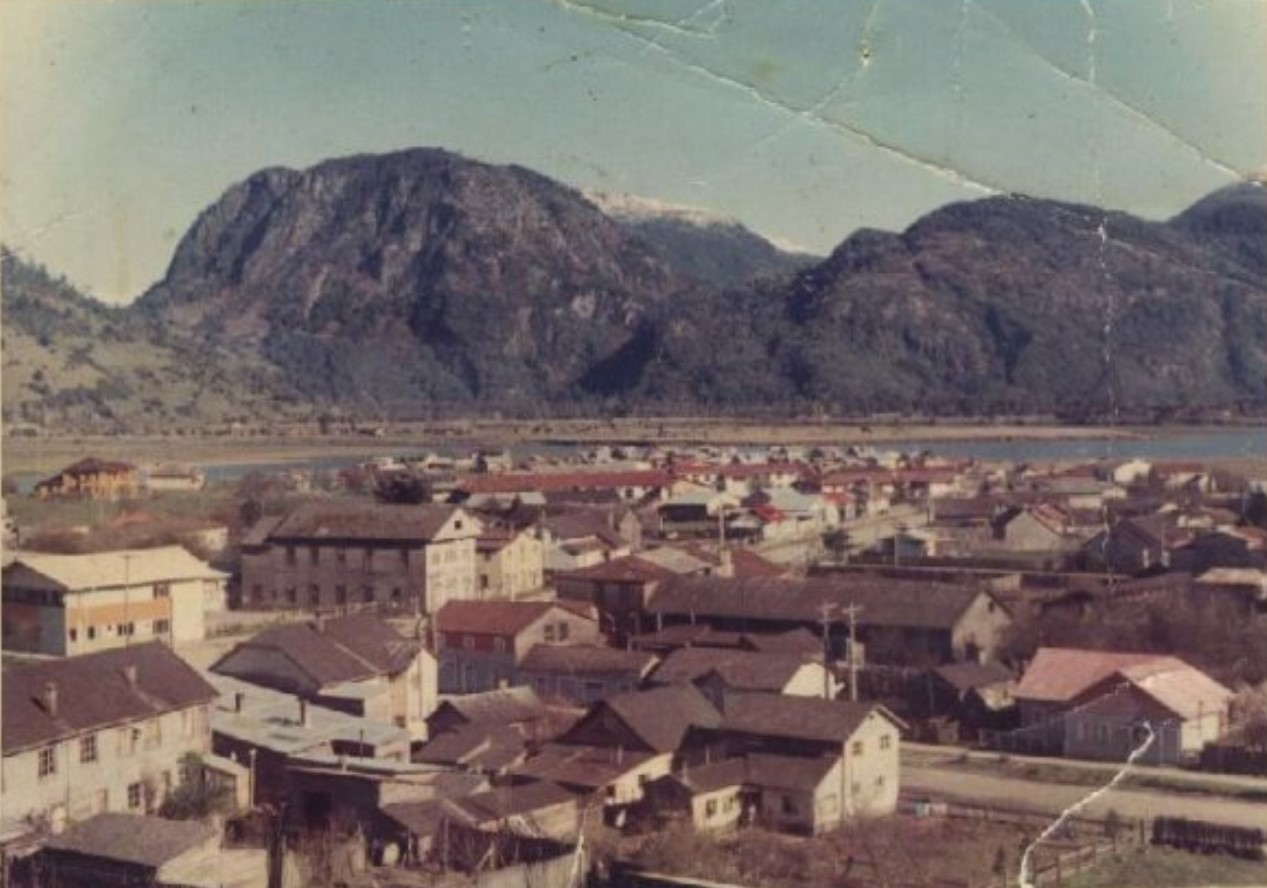
Панорама Пуэрто-Айсена в 1950 году